# Список угорських імен
Список угорських імен

## A
- Ádám - Адам
- Adéla - Адела
- Adelina - Аделіна
- Adolf - Адольф
- Adolfa - Адольфа
- Adolfina - Адольфіна
- Adrián - Адріан
- Adriána - Адріана
- Agáta - Аґата
- Ágnes - Аґнеш

Лвлдд
- Ágost - Аґошт
- Ajsa - Айша
- Ákos - Акош
- Alajos - Алайош
- Albert - Альберт
- Alberta - Альберта
- Albin - Альбін
- Albina - Альбіна
- Alexandra - Александра
- Alfonz  - Альфонз
- Alfréd - Альфред
- Alícia - Аліція
- Alina - Аліна
- Aloizia - Алоїзія
- Amália - Амалія
- Ambrus - Амбруш
- Anasztáz - Анастаз
- András - Андраш
- Angela - Анґела
- Angyalka - Андьялка
- Anna - Анна
- Antal - Анталь
- Antónia - Антонія
- Aranka - Аранка
- Arkád, Árkád - Аркад
- Arnold - Арнольд
- Árpád - Арпад
- Artúr - Артур
- Atanáz  - Атаназ
- Attila - Аттіла
- Auguszta  - Августа
- Aurél - Аурель
- Aurélia - Аурелія

## B
- Balabán - Балабан
- Balázs - Балаж
- Bálint - Балінт
- Baltazár - Бальтазар
- Barnabás - Барнабаш
- Bazil - Базиль
- Beáta - Беата
- Benedek - Бенедек
- Benediktusz - Бенедиктус
- Benjámin - Беньямін
- Bernarda - Бернарда
- Bernát - Бернат
- Berta - Берта
- Béke - Беке
- Béla - Бела
- Blanka - Бланка
- Boglárka - Богларка
- Bogumił - Боґуміл
- Boldizsár - Болдіжар
- Bonifác - Боніфац
- Borbála - Борбала
- Borbás - Борбаш
- Bódog - Бодоґ
- Brigitta - Бриґітта

## C
- Cecília - Цецилія
- Celesztin - Целестин
- Cezarina - Цезаріна
- Cézár - Цезар
- Ciprián - Ципріан
- Cirill - Цирілл
- Cirják - Циріак
- Csaba - Чаба
- Csenge - Ченґе
- Csilla - Чилла
- Csobán - Чобан
- Csobánka - Чобанка
- Csolt - Чолт

## D
- Damián - Даміан
- Dániel - Даніель
- Daniéla - Даніела
- Dávid - Давід
- Demeter - Деметер
- Demján - Дем'ян
- Dezsér - Дежер
- Dezső - Деже
- Décse - Дече
- Dénes - Денеш
- Diána - Діана
- Domokos - Домокош
- Domonkos - Домонкош
- Donát - Донат
- Dorottya - Дороттья
- Dóra - Дора
- Dömötör - Деметер

## E
- Ede - Еде
- Edgár - Едґар
- Edin - Едін
- Edmund - Едмунд
- Edvárd - Едвард
- Edvin - Едвін
- Egon - Еґон
- Egyed - Едьєд
- Eleazár - Елеазар
- Eleonóra - Елеонора
- Ella - Елла
- Ellák - Еллак
- Elvira - Ельвіра
- Emanuel - Емануель
- Emese - Емеше
- Emil - Еміль
- Emilia - Емілія
- Emma - Емма
- Endre - Ендре
- Enikő - Еніке
- Erik - Ерік
- Ernye - Ерньє
- Ervin  - Ервін
- Erzsébet - Ержебет
- Eszter - Естер
- Etele - Етеле
- Etelka - Етелька
- Eugénia - Еуґенія
- Euszták  - Еустак
- Evariszt - Еварист
- Evelin - Евелін(а)
- Édua - Едуа
- Éliás - Еліаш
- Éva - Ева
- Ézsaiás - Ежайяш

## F
- Farkas - Фаркаш
- Fábián - Фабіан
- Fabiusz - Фабіуш
- Felicián - Феліціан
- Felícia - Феліція
- Félix - Фелікс
- Ferdinánd - Фердинанд
- Ferenc - Ференц
- Flora - Флора
- Flórián  - Флоріан
- Franciska - Франциска
- Frida - Фрида
- Frigyes - Фридьєс
- Fruzsina - Фружина
- Fülöp - Фюлеп

## G
- Gabor, Gábor - Ґабор
- Gabriella - Ґабріелла
- Gallusz - Ґаллус
- Gaszton - Ґастон
- Gáspár - Ґашпар
- Gejza - Ґейза
- Gellért - Ґеллерт
- Georgina - Ґеорґіна
- Gerda - Ґерда
- Gergely - Ґерґей
- Gertrúd - Ґертруд(а)
- Gerváz - Ґерваз
- Géza - Ґеза
- Girót - Ґірот
- Gizella - Ґізелла
- Gothárd - Ґотард
- Gusztáv - Ґустав
- Gyárfás - Ярфаш
- Gyenes - Дьєнеш
- Gyécsa - Дьєча
- Gyöngyvér - Дьондьвер
- György - Дьордь
- Gyula - Дьюла

## H
- Hanna - Ганна
- Hedvig - Гедвііґ
- Heléna  - Гелена
- Helga - Хельга
- Henrik - Генрик
- Hilda - Гільда
- Hippolit - Іпполіт
- Hilaria - Іларія
- Hilary - Гіларі
- Hipolit - Іпполіт
- Huba - Губа
- Hugo - Гуґо
- Hunor - Гунор
- Hümér - Гюмер

## I
- Ibolya - Ібоя
- Ida - Іда
- Ignác - Іґнац
- Ildikó - Ільдіко
- Illés - Іллеш
- Ilona - Ілона
- Immánuel -Іммануель
- Imre - Імре
- Ince - Інце
- Ipoly - Іпой
- Irén - Ірен
- Istefán - Іштефан
- István - Іштван
- Ivola - Івола
- Ivó - Іво
- Izaiás - Ізаяш
- Izsák - Іжак

- Inosh - Іван

## J
- Jákob - Якоб
- János - Янош
- Járfás - Ярфаш
- Jelek - Єлек
- Jenő - Єньо
- Jeremiás - Єреміаш
- Jernő - Єрньо
- Jeromos - Єромош
- Jolán - Йолан
- Jolánta - Йоланта
- Jonatán - Йонатан
- Jónás - Йонаш
- József - Йожеф
- Judit - Юдіт
- Juliánusz - Юліанус
- Jusztin - Юстин
- Jusztina - Юстина
- Júliusz - Юліус

## K
- Kálmán - Кальман
- Kamilla - Камілла
- Károly - Карой
- Kázmér - Казмер
- Kelemen - Келемен
- Keresztély - Керестей
- Kilény - Кілень
- Kinga - Кінґа
- Klára - Клара
- Kolos - Колош
- Kont - Конт
- Kornél - Корнель
- Kornélia - Корнелія
- Kozma - Козма
- Kreszcencia - Кресценція
- Kristóf - Криштоф
- Krisztián - Кристіан
- Krisztina - Кристіна
- Krizosztom - Кризостом
- Kunigunda - Куніґунда

## L
- Ladiszló - Ладісло
- Lajos - Лайош
- Lambert - Ламберт
- László - Ласло
- Lázár - Лазар
- Lemes -Лемеш
- Leó - Лео
- Letícia - Летіція
- Lénárd - Ленард
- Liliana - Ліліана
- Lipót - Ліпот
- Lóránt - Лорант
- Lőrinc - Лорінц
- Ludovika - Лудовіка
- Lujza - Луїза
- Luca - Луца
- Lukács - Лукач
- Lukas - Лукаш
- Lúcia - Луція

## M
- Magda - Маґда
- Magor - Маґор
- Manfréd - Манфред
- Manuéla - Мануела
- Marcell - Марцель
- Margit - Марґіт
- Martina - Мартіна
- Matilda - Матільда
- Maximilián - Максиміліан
- Mária - Марія
- Márkus - Маркуш
- Márta - Марта
- Márton - Мартон
- Máté - Мате
- Mátyás - Матяш
- Melchior - Мельхіор
- Menyhért - Меньгерт
- Mihály - Міхай
- Miklós - Міклош
- Móric - Моріц
- Mózes - Мозеш

## N
- Nándor - Нандор
- Naómi - Наомі
- Natália - Наталія
- Nátán - Натан
- Nátánael - Натанаель
- Nesztor - Нестор
- Noé - Ное
- Noémi - Ноемі
- Norbert - Норберт
- Nóra - Нора

## O
- Oktáv - Октав
- Oktávián - Октавіан
- Oldruch - Ольдрух
- Olga - Ольга
- Olivér - Олівер
- Orbán - Орбан
- Orsolya - Оршоя (Оршоля)
- Oszkár - Оскар
- Oszvald - Освальд
- Ottó - Отто
- Ozsvát - Ожват
- Ódor - Одор
- Ödön - Одьон

## P
- Paula - Паула
- Pál - Паль
- Pentele - Пентеле
- Petra - Петра
- Péter - Петер
- Piroska - Пірошка
- Polixéna - Поліксена
- Pongrác - Понграц

## R
- Radiszló - Радісло
- Radomér - Радомер
- Rajmunda - Раймунда
- Regina - Реґіна
- Renáta - Рената
- Rezső - Режьо (Реже)
- Réka - Река
- Rozália - Розалія
- Róbert - Роберт
- Rókus - Рокуш
- Rózsa - Рожа
- Rudolf - Рудольф
- Rut - Рут

## S
- Sába - Шаба
- Sámu - Шаму
- Sámuel - Шамуель
- Sándor - Шандор
- Sára - Шара
- Sarolta - Шарольта
- Sebestyén - Шебештьєн
- Simeon - Шимеон
- Simon - Шимон
- Solt - Шольт
- Stefan - Штефан
- Stefánia - Штефанія
- Sugárka - Шуґарка
- Szandra - Сандра
- Szilveszter - Сильвестр
- Szilvia - Сільвія
- Szuzy - Сузі

Stanislav - Станіслав (Стас)

## T
- Taddeus - Таддеуш
- Tamás - Тамаш
- Tádé - Таде
- Teodor - Теодор
- Terézia - Терезія
- Tibold - Тібольд
- Tibor - Тібор
- Tivadar - Тівадар
- Tóbiás - Тобіаш
- Tódor - Тодор
- Tünde - Тюнде

## U
- Ubul - Убуль
- Ulászló - Уласло
- Ulrik - Ульрік
- Ulrika - Ульріка
- Urbán - Урбан
- Üllő - Ілльо

## V
- Valburga - Вальбурга
- Valéria - Валерія
- Valter - Вальтер
- Vanda - Ванда
- Vazul - Вазул
- Vencel - Венцель
- Vendel - Вендель
- Veronika - Вероніка
- Vid - Від
- Viktor - Віктор
- Viktória - Вікторія
- Vilmos - Вільмош
- Viola - Віола
- Virág - Віраґ
- Virgil - Вірґіл

## Z
- Zakariás - Закаріаш
- Zalánka - Заланка
- Zénó - Зено
- Zenóbia - Зенобія
- Zita - Зіта
- Zoé - Зое
- Zoltán - Золтан
- Zoltána - Золтана
- Zombor - Зомбор
- Zomilla - Зомілла
- Zsanett - Жанетт
- Zsigmond - Жиґмонд
- Zsolt - Жолт
- Zsombor - Жомбор
- Zsorzsett - Жоржетт
- Zsófia - Жофія
- Zsuzsánna - Жужанна